# إدي كولمان
إدي كولمان (بالإنجليزية: Eddie Colman) هو لاعب كرة قدم بريطاني، ولد في 1 نوفمبر 1936 في سالفورد في المملكة المتحدة، وتوفي في 6 فبراير 1958 في ميونخ في ألمانيا بسبب حوادث الطيران. لعب مع مانشستر يونايتد.

## وصلات خارجية
- إدي كولمان على موقع قاعدة بيانات كرة القدم.إي يو (الإنجليزية)